# Сагінов Абилкас Сагінович
Абилкас Сагінов (1915–2006) — казахстанський учений, доктор технічних наук (1967), професор (1958), академік АН КазРСР (1970), Герой Соціалістичної Праці.

## Біографія
Народився 27 грудня 1915 року в селі Баянаул Павлодарської області. Походить із підроду каржас роду суїндик племені аргин. З батьками переїхав до Каркаралінська, де закінчив школу.
Працював на Успенському руднику мотористом. Закінчив Карагандинський гірничий технікум, а 1939 року Дніпропетровський гірничий інститут.
Далі працював на шахтах Караганди: головний інженер, начальник шахти, головний інженер тресту, начальник гірничого району.
У 1951 році успішно захистив дисертацію і став третім гірничим інженером у Казахстані, який удостоївся наукового ступеня.
У 1952 по 1955 керує Карагандинським науково-дослідним вугільним інститутом (КНДВІ).
У 1955 році стає першим ректором Карагандинського гірничого інституту (по 1987 рік), створеного в 1953 році. Одночасно був завідувачем кафедри розробки родовищ корисних копалин.
Член КПРС із 1941 року. Неодноразово обирався депутатом Верховної Ради СРСР (1966–1970), Карагандинської обласної та міської Рад народних депутатів, членом обкому Компартії Казахстану.

## Нагороди і премії
- Герой Соціалістичної Праці — Указом Президії Верховної Ради СРСР від 20 липня 1971 року «за великі заслуги у розвитку вищої освіти та підготовки кваліфікованих фахівців для народного господарства» з врученням ордена Леніна та золотої медалі Серп та Молот
- Нагороджений двома орденами Леніна, орденами Трудового Червоного Прапора, Жовтневої Революції, Дружби народів, медалями[2].
- Лауреат Державної премії КазРСР (1974).
- У 1993 році рішенням Карагандинського міської Ради народних депутатів за великий внесок у галузі науки та техніки, розвиток Карагандинського вугільного басейну та підготовку кадрів для народного господарства А. С. Сагінову надано звання «Почесний громадянин міста Караганди».
- Указом Президента Республіки Казахстан у грудні 1995 року А. С. Сагінову присвоєно звання «Заслужений діяч науки та техніки Республіки Казахстан».

## Наукові роботи
Абилкас Сагінов був спеціалістом у галузі розробки вугільних пластів та вдосконалення технології їх експлуатації. Під його керівництвом у Карагандинському вугільному басейні проводилося впровадження тришарової розробки потужного пласта, що спадає на полого.
- Методи аналізу та оптимізації технологічних схем вугільних шахт. Москва, 1974 (співавтор).
- Проблеми розробки вугільних пластів Карагандинського басейну. Алма-Ата, 1976.